# Folkradion
Folkradion var ett aktualitetsprogram i Sveriges Radio P3 som gick mellan januari 1994 och januari 2004. Det startade när Efter tre flyttade till Sveriges Radio P4, och det ersattes 2004 av Christer.
Signaturmelodi var Knocking on Forbidden Doors med Enigma.

## Programledare
- Erik Blix januari 1994 - september 1994 (medverkade även som skvallerparodikern Ernst von Schinkel)
- Jens Tolgraven Februari - Mars 1994, maj 1994 - juni 1994
- Janne Gustafsson augusti 1994 - januari 1995, juni - augusti 1995
- Johan Zachrisson november 1994 - januari 1996
- Ellinor Geete juni - juli 1995
- Kristofer Lundström januari 1996 - augusti 1997
- Amanda Rydman januari 1996 - december 1996, januari 1999 - december 2003
- Olle Palmlöf juni - augusti 1996, december 1996, maj - augusti 1997
- Lasse Johansson[förtydliga] september 1997 - juni 1998
- Filip Struwe juni - juli 1998
- Ulrika Hjalmarsson juli - augusti 1998
- Karin Pettersson augusti 1998 - december 1998
- Patrik Ehrnst maj 1999 - januari 2000
- Thella Johnsson juni 2000 - augusti 2000
- Elin Lindström juni 2001 - september 2001
- Kajsa Norell november 2001 - april 2002
- Tove Leffler juni 2002 - juli 2002, juni 2003 - september 2003
- Anna Landelius oktober 2003 - november 2003

### Fotnoter
1. ↑  ”Svensk mediedatabas”. http://smdb.kb.se/catalog/search?q=Folkradion+typ%3Aradio&sort=OLDEST. Läst 25 juni 2011.